# Saint-Pons-de-Thomières
Saint-Pons-de-Thomières (okcitansko Sant Ponç de Tomièiras) je naselje in občina v južnem francoskem departmaju Hérault regije Languedoc-Roussillon. Leta 2009 je naselje imelo 2.091 prebivalcev.

## Geografija
Naselje leži v pokrajini Languedoc znotraj naravnega regijskega parka Haut-Languedoc ob reki Jaur, 51 km severozahodno od Béziersa.

## Uprava
Saint-Pons-de-Thomières je sedež istoimenskega kantona, v katerega so poleg njegove vključene še občine Boisset, Courniou, Pardailhan, Rieussec, Riols, Saint-Jean-de-Minervois, Vélieux in Verreries-de-Moussans s 4.040 prebivalci.
Kanton Saint-Pons-de-Thomières je sestavni del okrožja Béziers.

## Zanimivosti
- opatija, ustanovljena leta 936 pod touolouškim grofom Raymondom III., s papeško bulo Janeza XXII. 18. februarja 1318 povzdignjena v sedež škofije, ukinjene s konkordatom 1801,
- katedrala sv. Poncija, mučenca, iz začetka 12. stoletja, utrjena v 13., prenovljena v 18. stoletju.